# Gondelbert
Pour l’article homonyme, voir Gombert (homonymie).
Gondelbert, Gombert ou  Goudembert (en latin : Gumbertus) est le fondateur de l'abbaye bénédictine de Senones dans la vallée de la Rabodeau dans les Vosges vers 640 après J.-C.
Saint des Églises catholiques et orthodoxes, il est célébré le 21 février.
La contrée de La Grande-Fosse - autrefois Grangia Fossa - a gardé des lieux rappelant la présence et le culte de Gondelbert. Ce dernier provoque encore de vigoureux chahuts tapageurs et des débordements sensuels de jeunes gens, au point que l'autorité religieuse, répondant à l'indignation bigote de notables, l'interdit dans les années 1840.
Gondelbert, saint Dié, Spin et surtout Leudinus Bodo, sont aussi des fondateurs légendaires de bans religieux à la même époque. On peut simplement supposer que ces premiers patrons de bans avaient un pouvoir quasi-épiscopal sur leurs ouailles. Gondelbert, senonis papae, a donc été abusivement traduit en évêque de Sens. Il n'était que le patron de l'assemblée chrétienne, qui a géré le vaste ban mérovingien sur lequel se trouve Senones.

## Tradition historiographique locale

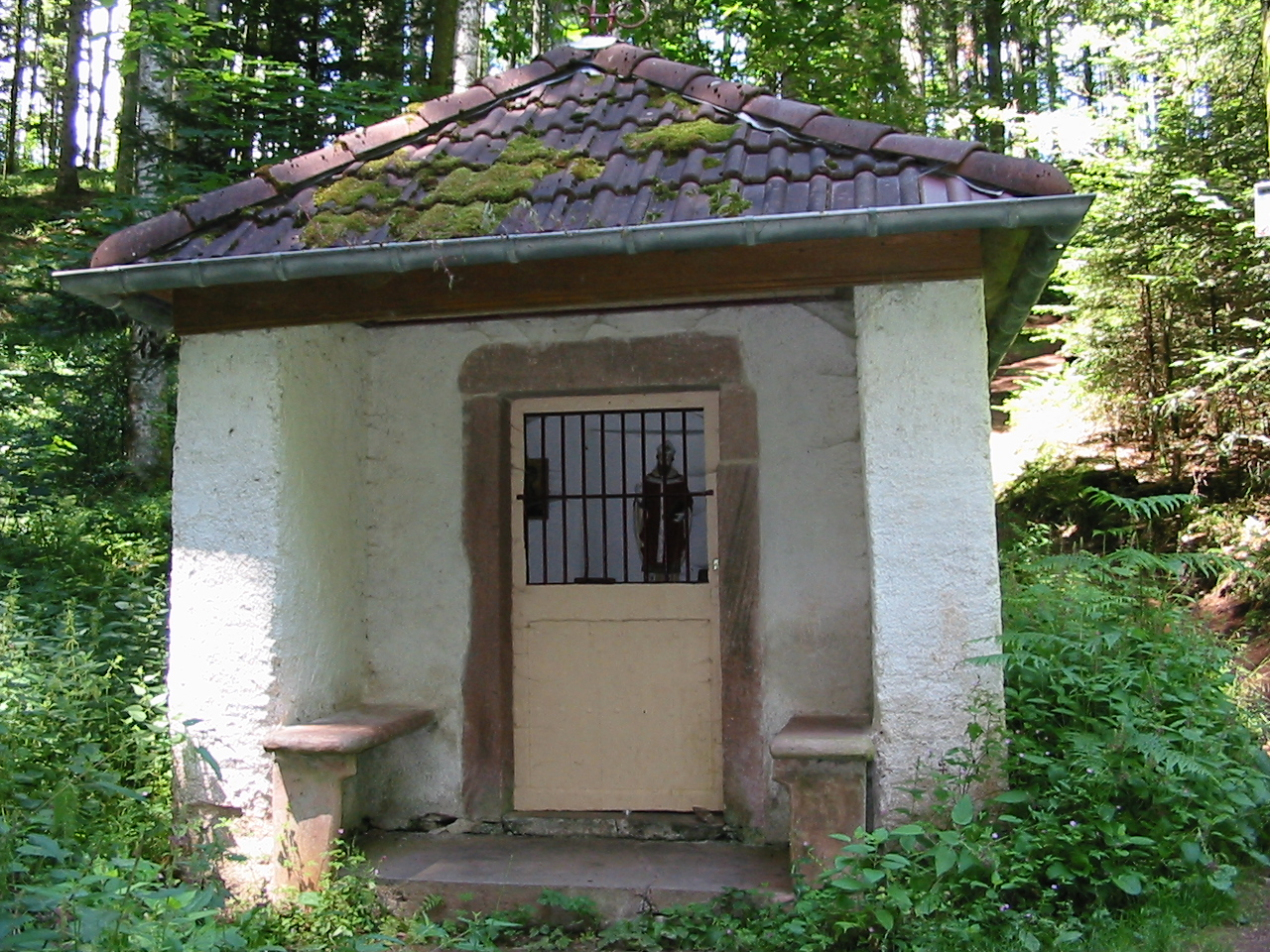
Chapelle Saint-Gondelbert à Provenchères.

La Vie de saint Gondelbert a été écrite par Richer, moine de Senones, trois siècles plus tard.
Une tradition historiographique attribue la fondation des premiers monastères de la montagne vosgienne à saint Bodon, saint Gondelbert, saint Dié (saint Déodat) en leur adjoignant saint Hydulphe. La création de cet ensemble de monastères s'agence de façon harmonieuse en forme de croix dans le massif des Vosges. Elle dessine la Sainte Croix des Vosges ou Croix monastique de Lorraine.
Une version autrefois acceptable à Senones s'écrit :
Les premiers monastères correspondent aux abbayes de Senones à l'est, fondée par saint Gondelbert vers 640, Étival et Bonmoutier fondées par saint Bodon vers 660-665, respectivement à l'ouest et au nord, puis Saint-Dié dans le Val de Galilée par saint Déodat vers 669 au sud et enfin, en 671, Moyenmoutier (le medium monasterium ou monastère du milieu) au centre par saint Hydulphe.
On remarque que les dates ci-dessus mentionnées donnent l'antériorité à Gondelbert et à Senones, donc un privilège de suprématie symbolique. On comprendra que le même texte sera corrigé sur le ban d'Étival avec une date de 640 pour la fondation de Bodon et un recalage vers 660 ou 670 pour la fondation de Gondelbert et ainsi de suite. Une multitude de variantes existent même dans chaque grande paroisse.

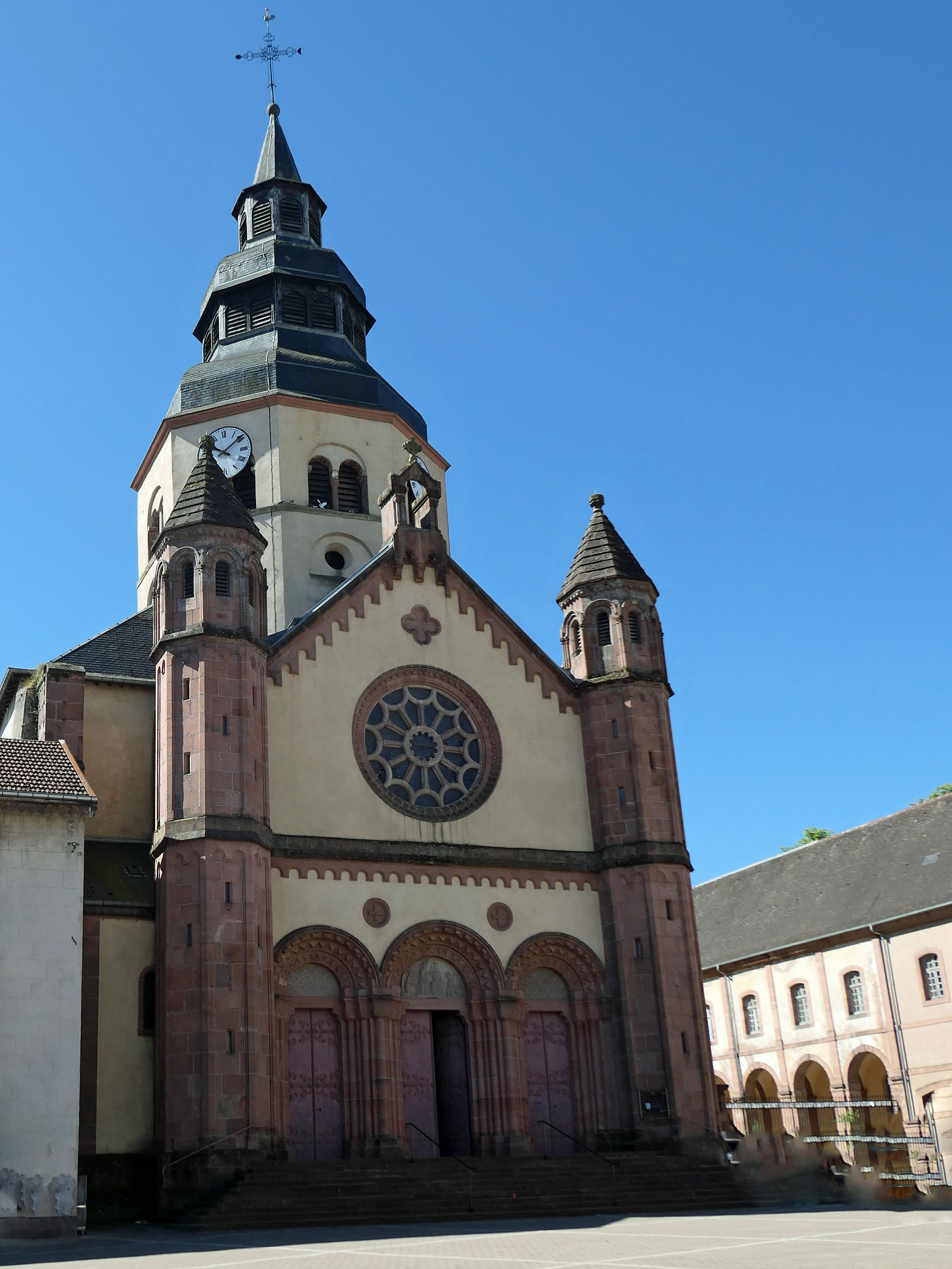
L'église abbatiale de l'abbaye Saint-Pierre de Senones.

Tout était dit, mais les historiens sceptiques pensent que les installations monastiques sont plus tardives. Ils n'ont accepté que le moine bénédictin Hydulphe après 750 et ils ont émis des réserves sur le statut monastique de Déodat et surtout Gondelbert. Des réponses pour prendre en compte la longue tradition concrète maintenue dans ces bans religieux ou grandes paroisses ont affirmé que Gondelbert était un moine colombaniste de Luxeuil et que Déodat était aussi un moine de rite irlandais.
Il est plus prudent d'affirmer que les patrons fondateurs de ban sont des chrétiens de la vieille tradition belge ragaillardie par les influences irlandaises. Ces hommes tentent de fondre les vieilles relations païennes, tribales et claniques en libre assemblée chrétienne. La nouvelle communauté, organisée par des instances communautaires, émanation de l'assemblée des hommes et dirigée par un élu, entretient un vaste réseau de solidarité avec les contrées extérieures, renforce des liens déjà anciens et attrape une colossale source d'autonomie vis-à-vis du pouvoir régalien en gérant ses propres impôts et son territoire de manière cohérente.

## Étude critique
Les dates variables des historiographes religieux, reprises sans modélisation d'ensemble par les érudits locaux, nécessitent une remarque documentée.
D'après l'archiviste Paul Boudet, les reconnaissances d'immunités des bans religieux de la montagne vosgienne se placent au temps de Garibald, évêque de Toul soit pour lui entre 669 et 679. Le diplôme de Childéric II - qui règne de 660 ou 662 à 673 ou 675 - qui accorde à Gondelbert la concession royale se place au plutôt vers 669. Elle est donc contemporaine de la concession royale faite à saint Dié.
La vita Hidulphi rédigée au XIe siècle par le moine Humbert de Moyenmoutier ou sur son ordre mentionne l'existence d'Hydulphe sous l'évêque Jacob ou Jacques qui exerça au VIIIe siècle après Garibald, Godon et le très long épiscopat de Bodon. Il est fort probable que le bénédictin Hydulphe, patron de moines privilégiés par les premiers carolingiens, en particulier le roi Pépin, n'ait jamais connu Gondelbert. Sur un autre point de vue, le bénédictin Hydulphe qui exerce un quasi-monopole administratif et religieux n'a jamais participé à la diversité des petits moutiers, la préservation tolérante des traditions locales compatibles avec les croyances des moines de rite irlandais et l'organisation d'assemblée chrétienne prêtes à défendre leurs droits et leurs particularités.
Albert Ronsin, sceptique sur le personnage proclamé évêque de Senones, soulignait l'étendue du ban de Senones. Il s'étend sur une partie de la Bruche, de la Plaine en plus du val du Rabodeau. Et c'est effectivement l'aspect crucial de la formation de ce ban. En premier lieu, Gondelbert est un chrétien de rite irlandais, il est devenu senonis papae, c'est-à-dire le patron de l'église de Senones, avec un pouvoir spécifique sur les autres chrétiens de ce nouveau ban. En second lieu, par rapport au grand ban d'Étival que la géographie politique romaine ou simplement le respect du diocèse avait déterminé, le ban religieux de Gondelbert se crée par dissidence. Tout se passe comme si les hommes veulent conserver de part et d'autre des montagnes, et au-delà vers les plaines une solidarité. Si la dissidence a fini par être reconnue par le pouvoir royal, octroyeur de privilèges et de charte de fondation, ces forts liens de solidarité entre les hommes répartis sur des territoires éloignés ont joué un rôle déterminant. Ainsi le ban de Senones a bénéficié d'un soutien dans la vallée de la Bruche et en Alsace, et surtout dans le pays de Badonviller et au-delà même vers Lunéville. Le ban d'Étival, rappelons-le, a des liens très fort à l'ouest avec l'énorme ban de Nossoncourt, les promoteurs du ban de Saint-Dié ne négligent pas les soutiens tant en Alsace et en Chaumontois, au long du très modeste chemin qui influencera plus tard la petite route de Rambervillers à l'Aussaye.
Hormis la fondation de l'église Saint-Pierre à Senones que la légende accorde à saint Gondelbert, la commune de la Grande Fosse, partie du territoire du ban primitif au méridien de la via salinatorum ou voie des Saulniers, a gardé le souvenir du saint. Il existe l'église du village, une chapelle près de la Bonne Fontaine et même un refuge forestier de la commune de Provenchères qui portent la marque du saint.

## Apports toponymiques et mythologiques

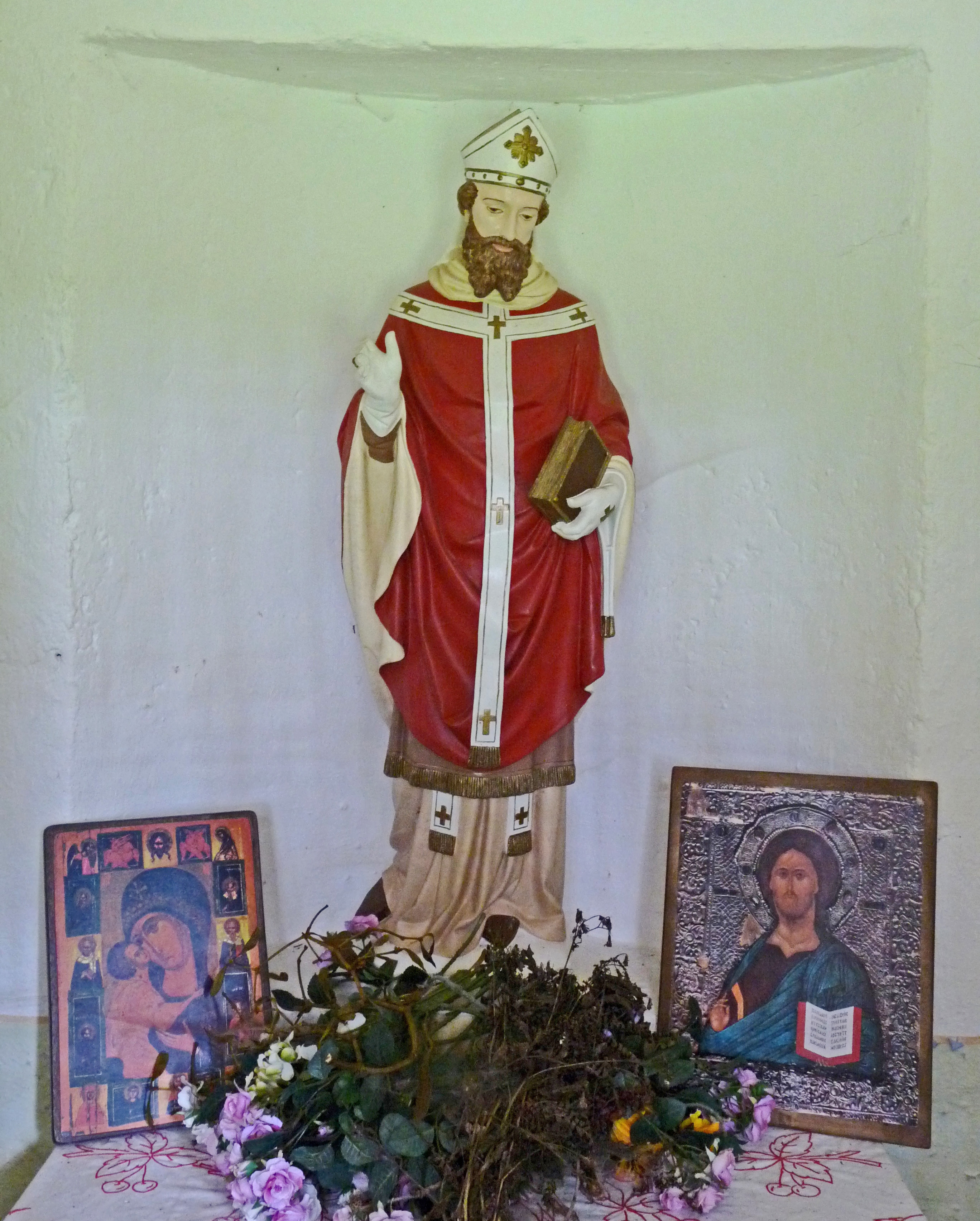
Intérieur de la chapelle Saint-Gondelbert.

Comme le nom de Grangia Fossa devenu par altération "La grande Fosse" l'indique, la vallée qui s'amorce était parsemée de granges. Ces réserves de grains désignent un lieu de pouvoir déjà ancien de la montagne, proche de la voie romaine. Pour protéger les réserves de céréales et les préserver du pourrissements, des atteintes des intempéries, de pertes par les rongeurs, les peuples antiques invoquent des génies des grains. Devenus divinités de l'abondance, ils rejoignent le panthéon nordique des Dieux Vanes, qui président aux cycles de la vie végétale, animale, humaine, terrestre et maritime.
D'un point de vue mythologique, la représentation populaire de saint Gondelbert a puisé dans les divinités celtiques de la prospérité et de la fertilité. Les mythes nordiques plus tardifs mentionnent l'existence des Vanir ou dieux vanes. Parmi eux, Njördhr, dieu des eaux et de la mer poursuit de ses assiduités la déesse Skadi, géante des montagnes, symbolisant la neige, le gel et la mort froide sur le roc nu. Une des manifestations naturelles, la migration des saumons vers leur frayères d'altitude, rappelle cette fatale attraction sexuelle, source paradoxale d'un renouvellement prolifique.
L'omniprésence de seigle dans les granges a attiré les moines antonistes, qui surveillent au XIe siècle le degré de comestibilité ou d'avarie de ces grains sensibles à l'excès d'humidité, causant le mal des ardents. Saint Antoine qui résiste à la tentation a reçu la mission de calmer les ardeurs de saint Gondelbert.
Ce lieu de pouvoir mérovingien et sa relation marchande à proximité de la voie des Saulniers a permis à Gondelbert de fonder un vaste ban chrétien et, au besoin, de résister à une rivalité ou à une éventuelle hégémonie d'un administrateur royal. Il est remarquable que l'on puisse deviner son rival politique, le puissant leude Leudinus Bodo qui cumule les possessions dans le sud de l'Austrasie. Pour parvenir à entraver la formation d'un grand ban annoncée par ce grand administrateur, Gondelbert a mis en œuvre la ressource rhétorique de l'art politique, sans oublier de séduire et de réconforter les plus humbles des hommes libres. Il a parcouru les contrées, organisant là où il le peut, le saône, c'est-à-dire une assemblée légale avec les chrétiens libres pour exposer ses bonnes propositions de justice et d'administration.
La vaste contrée au nord de la voie des Saulniers a entendu la parole et les promesses de Gondelbert. Senones a été un lieu parmi d'autres qui a accueilli la saone de Gondelbert. Il désigne probablement en gaulois un lieu ensoleillé. À proximité de la voie des Saulniers, Gondelbert a été moins bien accueilli ainsi que dans la vallée de la Meurthe où se devinent des instances militaires. Il a sans doute pris le risque d'exposer son opposition et de s'y ménager d'utiles alliés.

## Un singulier père des assemblées
L'extension de ses soutiens concorde aussi avec une emprise de clientèle sur un vaste secteur au nord autour de Senones, une grande part du Val de Bruche et un réduit au sud incluant Provenchères et des communautés voisines exclues de la voie des Saulniers. Fort de soutiens extérieurs et assuré de ses alliés montagnards qui l'imitent avec opportunisme dans sa démarche de sécession, Gondelbert s'oppose à l'administration de la famille du leude Bodo, suscitant l'ire des factionnaires du pouvoir. La tradition rapporte qu'il se cache dans les bois des confins de Provenchères et se déplace de nuit. Mais les alliés les plus habiles et courageux revendiquent de fonder à leur tour un ban, accentuent le trouble et intercèdent en sa faveur comme en la leur.
Finalement, l'arbitrage royal tranche et accorde un partage du grand ban projeté : Gondelbert, Spin, Dié obtiennent l'autorisation royale de Childéric II, roi d'Austrasie avec de substantielles attributions de terres du fisc. Les partisans de Leudin Bodo, assuré d'Étival, doivent se limiter à l'acquis.
Les clans victorieux doivent mettre en place une efficace gestion pour administrer et collecter en premier lieu l'impôt royal, le retenant quelque temps au profit de leur assemblée. Les fondateurs investis de pouvoir régalien et religieux convoquent l'assemblée des hommes libres, organisent des élections pour les fonctions internes au ban, favorisent l'installation de moutiers pour desservir les celles et embellir le culte chrétien. Souhaitant un meilleur soutien, les fondateurs de bans montagnards n'ont aucun intérêt à multiplier des statuts d'esclaves. Bien au contraire, un homme libre ou un esclave émancipé a une voix, en l'occurrence ici une main à lever, et prend les armes pour défendre sa communauté et son ban. Il ne serait pas étonnant que Gondelbert, reconnu comme l'initiateur de ce mouvement d'émancipation collectif, ait été nommé senonis papae, au sens de père de l'assemblée. Remarquons que le terme latin désignant l'assemblée des fidèles est ecclesia, qui a donné église.
Par une confusion, résultant d'une proximité entre Senones et Saône, Senones a capté une partie de l'héritage symbolique de ce marchand chrétien engagé en politique. Les moines bénédictins de Senones, qui connaissent un bel apogée au XIIe siècle, ont préservé aussi la mémoire de Gondelbert, mais en le transformant en saint moine.

## Ouverture au champ politique
Décrivons en un clin d'œil à la lignée des seigneurs de Salm, porteurs d'un écusson aux saumons, qui impose son autorité en digne héritière de Gondelbert sur une grande part des possessions du ban de Senones. Les descendants de Hermann de Salm-Luxembourg et d'Agnès de Langenstein surent reprendre et cultiver, bien mieux que les moines enrichis et assoupis, l'héritage de saint Gondelbert, chipant et la popularité auprès des populations nombreuses et modestes, et les terres d'une grande partie de l'abbaye en 1571 dont ils étaient pourtant l'avoué et le protecteur attitré. Mais, bien avant la nomination du voué Hermann par l'évêque de Metz après 1120, le vieux sanctuaire de Gondelbert et ses environs, déchirés entre les petits bans de Saales, Provenchères, Spitzemberg ou Septem Abietem et placés ipso facto sous l'influence des grosses abbayes de Moyenmoutier, Saint-Dié ou Honcourt ne faisait plus partie du ban de Senones sous l'égide de l'abbaye homonyme.